# Parti républicain radical
Pour les articles homonymes, voir Parti républicain, Parti radical et PRR.
Le Parti républicain radical (en espagnol : Partido Republicano Radical) est un parti politique espagnol fondé par Alejandro Lerroux en 1908 à Santander et né d'une scission de l'Union républicaine de Nicolás Salmerón.

## Idéologie
Aux bases idéologiques indécises, la posture du parti passa d'un anticléricalisme radical et violent initial (il joua ainsi un rôle actif dans les événements de la Semaine tragique de Barcelone en 1909) à un républicanisme modéré et teinté de conservatisme, ce qui l'amena à collaborer sous la Seconde République avec la droite monarchique et confessionnelle représentée par la CEDA.

## Histoire
À la fin du règne d'Alphonse XIII, le régime monarchique se trouvant dans une profonde crise, le Parti républicain radical fut l'un des principaux signataires de l'Accord de Saint-Sébastien, et participa en tant que tel au Comité provisoire qui ordonna l'abolition de la Monarchie ainsi qu'au gouvernement provisoire qui prit en main la nouvelle République à sa proclamation le 14 avril 1931.
Au cours de la première période du nouveau régime, le parti occupa 89 sièges aux Cortes constituantes et se révéla, depuis sa position de centre-droit, le leader de l'opposition à la politique de gauche menée par Azaña. Il s'attira ainsi certaines figures politiques modérées, monarchistes désabusés depuis l'avènement de la Dictature de Primo de Rivera, comme Santiago Alba Bonifaz. 
Après les élections de 1933, la droite obtenant la majorité, 104 sièges étant en particulier remportés par les candidats du Parti républicain radical, celui-ci dirigea le gouvernement de la République, seul dans un premier temps, mais avec le clair soutien de la CEDA de José María Gil-Robles, puis en coalition ouverte avec celle-ci. 
Au cours de ce mandat, il affronta la Révolution d'octobre 1934, encouragée par les socialistes, précisément en réponse à la participation de la CEDA au gouvernement, et qui se révéla particulièrement violente dans les Asturies (voir Révolution asturienne), ainsi qu'au soulèvement simultané de la Généralité de Catalogne et de son président Lluís Companys, qui porta un coup au régime constitutionnel en proclamant unilatéralement l'État catalan au sein d'une République fédérale espagnole inexistante. Après avoir repris le contrôle du reste du pays, le gouvernement radical fit arrêter Companys, mit en suspens les institutions de la Généralité et envoya la légion combattre l'insurrection des Asturies, qui fut durement réprimée sous les ordres du général Franco.
Les gouvernements radicaux se succédèrent, peu à peu mis à mal par les scandales de corruption dans lesquels se trouvaient impliqués leurs meneurs (en particulier celui du straperlo), et avec des difficultés croissantes à stabiliser une situation sociale et politique de plus en plus tendue, jusqu'au triomphe de la coalition du Front populaire en 1936, qui redonna le pouvoir à la gauche.
Comme tous les partis politiques actifs durant la République à l'exception de celui du Movimiento Nacional, FET y de las JONS, le Parti républicain radical fut interdit après la victoire du camp nationaliste  dans la Guerre civile.

## Scissions
Le parti connut diverses scissions tout au long de son existence ; deux sont en particulier notables :
- En 1929, les secteurs les plus progressiste du parti, menés par Marcelino Domingo, se séparèrent pour fonder le Parti républicain radical socialiste, dont une fraction (celle menée par Domingo lui-même) intégra plus tard la Gauche républicaine d'Azaña.
- En avril 1934, alors qu'il dirigeait le gouvernement républicain, Diego Martínez Barrio, accompagné des responsables les plus centristes de la formation, quitta le parti républicain radical pour fonder le Parti radical démocrate, qui formerait plus tard le noyau dur de la nouvelle Union républicaine. Ils manifestaient ainsi leur désaccord avec les secteurs les plus à droite du parti, qui prévoyaient de continuer de gouverner avec l'appui décisif de la CEDA.

## Représentation parlementaire
Les chiffres donnés indiquent le nombre de députés obtenus au Congrès lors des différentes élections générales.
Règne d'Alphonse XIII
- 1910 : 8
- 1914 : 5
- 1916 : 5
- 1918 : 2
- 1919 : 4
- 1920 : 5
- 1923 : 4

Seconde République
- 1931 : 89
- 1933 : 102
- 1936 : 5